# 威宁站
威宁站位于辽宁省本溪市明山区高台子镇威宁营村，为威宁铁路上的一个火车站。建于1942年。距离沈阳站73公里，丹东站204公里，隶属沈阳铁路局管辖。现为四等站。
1. ↑  . 中国铁路客户服务中心.   [2017-02-16]. （原始内容存档于2016-11-06）.
2. ↑  铁道部电子计算技术中心, 铁道部运输局. . 北京: 中国铁道出版社. 1998: 133. ISBN 9787113030995.